# Dallas Cowboys
A Dallas Cowboys amerikaifutball-csapat az Amerikai Egyesült Államokban, Texas állambeli Arlingtonban, amely az NFL National Football Conference (NFC) konferenciájának keleti csoportjában (NFC East) játszik.

## Története

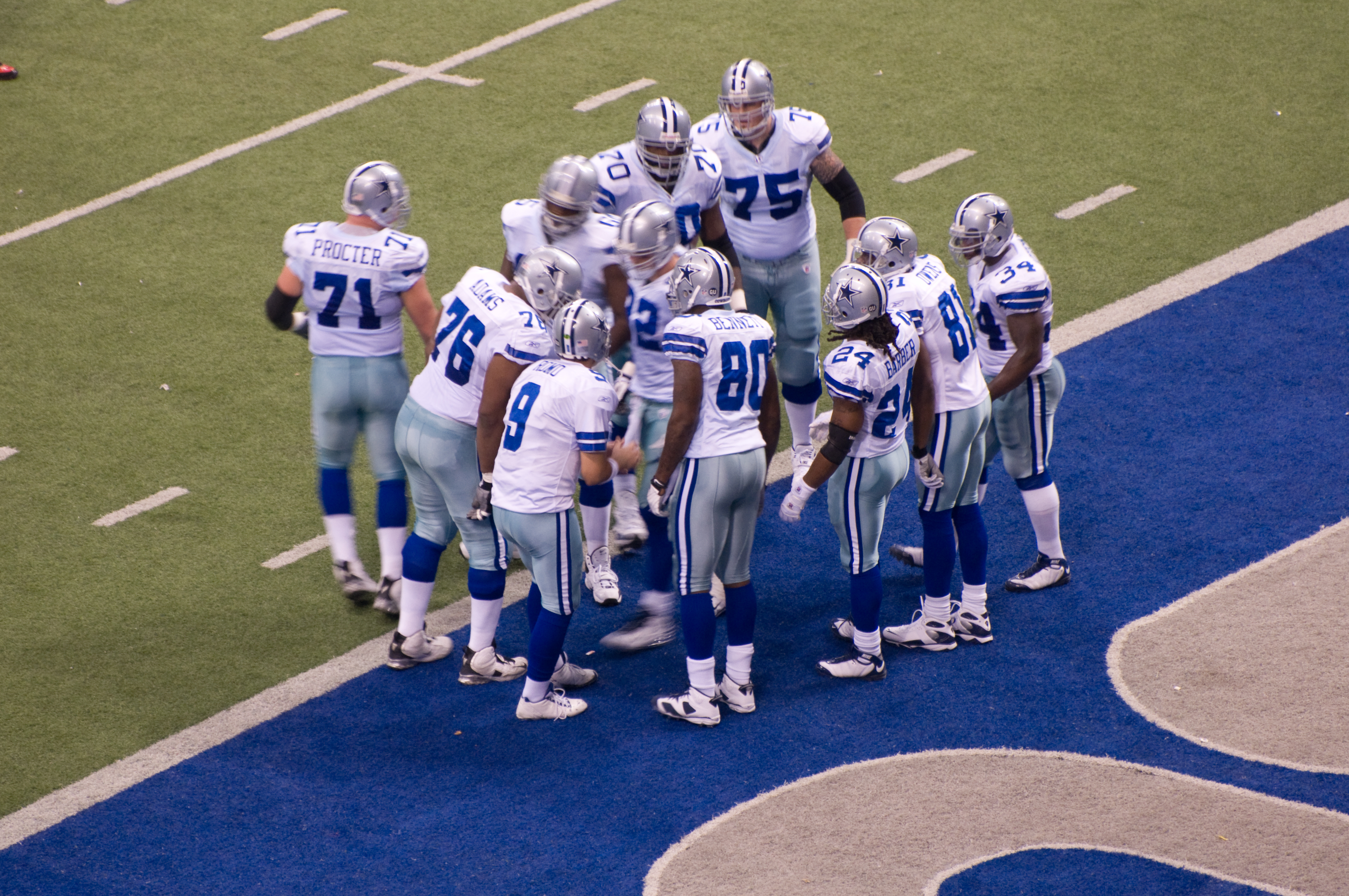
A Dallas Cowboys játékosai

1958-ban Clint Murchison Jr. texasi üzletember meg akarta vásárolni és Dallasba kívánta költöztetni a George Preston Marshall tulajdonában lévő Washington Redskinst, ám egy üzleti vita miatt nem jött létre a megállapodás. Ekkor Murchison úgy döntött, hogy saját csapatot alapít, amiben George Halas is a segítségére volt. Az NFL vezető testületében a kérvény akkor kaphatott volna támogatást, ha a csapattulajdonosok mindegyike támogatná. Marshall azonban, akivel Murchison még az adás-vétel körüli vitában alaposan összeveszett, az egyetlen ellenzője volt az új klub megalapításának. Más ügyben azonban Marshall mással is összetűzésbe került, és a helyzetből egy olyan alku révén sikerült kikeverednie, hogy mégis támogatnia kellett a dallasi franchise megalakulását. A névadással azonban további gondok adódtak, mert Murchisonis és a tulajdonostárs Bedford Wynne is mást akart (Steers kontra Rangers). A vita majdnem a végletekig elmérgesedett, de végül megállapodtak egy harmadik névben, a Cowboysban.
A csapatot az első évben, 1960-ban az NFL nyugati konferenciájába sorolták be (egy év múlva már a keletiben szerepeltek). A csapat bemutatkozó szezonja nagyon rosszul sikerült: egy kivételével minden mérkőzésüket elvesztették (0–11–1). A további idények sem voltak túl sikeresek, egészen 1965-ig, amikor már döntetlenre hozták a mutatójukat. A tulajdonosok vitájára emlékezve azonban a Cowboys–Redskins mérkőzések mindig különleges tartalmat kaptak. 1961-ben történt meg az az emlékezetes eset, hogy a dallasi szurkolók egy csoportja, a mérkőzés előtti éjszakán csirketápot szórt szét a pályán, és a mérkőzés szünetében 75 fehér és egy fekete csirkét akartak beengedni a pályára. Ezzel Marshallon akartak bosszút állni, és a tiltakozásukat is szerették volna kifejezni amiatt, hogy Marshall volt az egyetlen csapattulajdonos, aki nem volt hajlandó afroamerikai játékost alkalmazni. Az akció azonban nem sikerült, a biztonsági őrök felfedezték a stadionba becsempészett baromfiakat. A következő idénybeli meccsen azonban már összejött az akció, ha módosítva is: a Redskins indulója alatt két csirkének öltözött akrobata rohant be a pályára, festett tojásokat dobáltak, az egyiknek még egy élő tyúkot is sikerült szabadon engednie. Teljes volt a káosz, mert közben a csapatok is kifutottak a pályára. A Cowboys 38–10-re nyerte ezt a mérkőzést, és az egyik újság így számolt be a találkozóról: „nézőszám 49 888 (és egy csirke)”.
A Dallas Cowboyst 1967-ben az NFL Eastern főcsoportjának Capitol csoportjába osztották be. A vezetők és a szurkolók is jó szereplésre számítottak, mert a gárda Tom Landry vezetőedző irányításával az előző két évben már bejutott a rájátszásba, bár ott nem voltak sikeresek. A csapat 9–5-ös eredménnyel ismét bejutottak a playoffba, és ott megszerezték történetük első győzelmét: a Cleveland Brownst győzték le 52–10-re. A bajnoki döntő mérkőzést azonban 21–17-re elvesztették a Green Bay Packers ellen. Az alakulat erősségei Don Meredith irányító (1966-ban az év legjobbja) és Bob Lilly védő volt.
Az 1970. évi egyesülést követően a csapat az NFC keleti csoportjában szerepelt. 1971-ben eljött a várva várt siker. Az alapszakaszban 11–3-ra nyerték a csoportjukat, a rájátszásban előbb a Minnesota Vikingset győzték le 20–12-re, majd a San Francisco 49ers csapatán is biztosan jutottak túl (14–3). Bejutottak a Super Bowlba, amelyet 1972. január 16-án rendeztek meg a New Orleans-i Tulane Stadionban. Az ellenfél az AFC bajnoka, a Miami Dolphins volt, és a Cowboys meglehetős fölénnyel, 24–3-ra nyert, és világbajnok lett. A döntő legjobbja az irányító Roger Staubach lett. Ez a csapat tele volt igazi egyéniségekkel, akik közül a jövőben a Hall of Fame tagja lett Tom Landry edző, valamint Herb Adderly, Lance Alworth, Mike Ditka, Forrest Gregg, Bob Hayes, Bob Lilly, Mel Renfro, Roger Staubach és Rayfield Wright játékosok.
A csapat következő idényei is sikeresek voltak (1974 kivételével). A nagy sikert követően 1975-ben jutottak el újra a Super Bowlig (Minnesota Vikings 17–14, Los Angeles Rams 37–7), de a szuperdöntő már nem sikerült: a Pittsburgh Steelers a negyedik negyedben fordította maga javára a mérkőzést. Két év múlva, az 1977-es szezon végén azonban ismét ünnepelhettek. 12–2-es alapszakasz után a Chicago Bears (37–7) és a Minnesota Vikings (23–6) legyőzésével ismét bejutottak a nagydöntőbe. A meccset 1978. január 15-én játszották a New Orleans-i Louisiana Superdome-ban. Az AFC-bajnok Denver Broncos ellen 27–10-re nyertek, így már kétszeres NFL-bajnokok lettek. Nem véletlen, hogy rövidesen megkapták az „Amerika csapata” becenevet. A következő évben, 1978-ban ismét bejutottak a Super Bowlba (1979. január 21., Miami), de ott a Steelers izgalmas, szoros mérkőzésen 35–31 arányban jobbnak bizonyult. Továbbra is sikeres szezonok követték egymást, 1983-ig minden évben bejutottak a rájátszásba, de 1986-ban hanyatló ágba került a klub, még 3–13-as és 1–15-ös szezonjuk is volt.
1984-ben Jerry Jones vásárolta meg a franchise-ot, és azonnal építkezni kezdett: eltávolította az „őscowboy” Tom Landry edzőt (a kezdetektől ő vezette a csapatot), és helyére Jimmy Johnsont szerződtette a Miami Egyetemről. A drafton megszerezték a tehetséges Troy Aikman irányítót, majd később Emmith Smith futót. A fellendülés 1991-ben kezdődött: 11–5-ös mutató után bejutottak a rájátszásba, ahol azonban a második fordulóban a Detroit Lions megállította őket. 1992-től azonban már jöttek a nagy sikerek is.
Az 1992-es idényben 13–3-as alapszakaszt produkáltak, a rájátszásban előbb a Philadelphia Eaglest verték 34–10-re, majd a 49erst 30–20-ra, és a Super Bowlban találták magukat. A döntőt 1993. január 31-én rendezték Pasadenában, a félidei show-műsort Michael Jackson adta. A Buffalo Bills ellen vívott meccsen a Cowboys győzött 52–17-re, és MVP-nek Troy Aikmant választották. Az 1993-as szezon is remekül sikerült: 12–4, Packers 27–17, 49ers 38–21. A 28. Super Bowlban a Buffalo Billst verték 30–13-ra, és Emmitt Smith-t – miután a szezon legértékesebbje lett – a döntő legjobbjának is megválasztották.

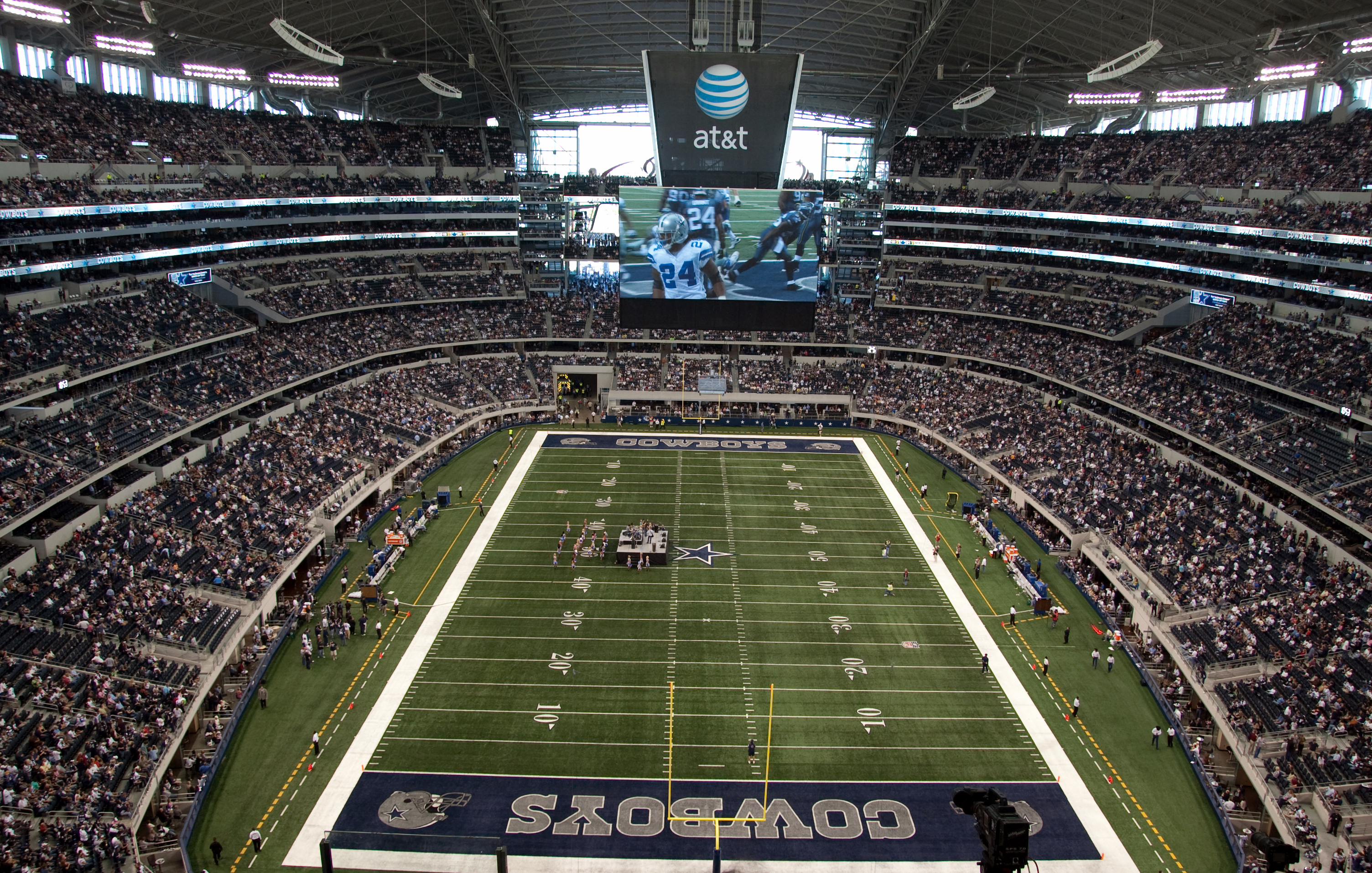
A Cowboys stadion 2009-ben

A sikert követően a tulajdonossal összekülönbözött Jimmy Johnson edző távozott, a helyét Barry Switzer foglalta el. Az 1994-es idényben a San Francisco 49erstől kikaptak a rájátszásban, így nem jutottak el a szuperdöntőig, de a következő szezon (1995) már ismét teljes sikerrel végződött. A 12–4-es alapszakasz után természetesen nyerték a csoportjukat, és bejutottak a playoffba. Ott a Philadelphia Eaglest 30–11-re, majd a Green Bay Packerst 38–27-re győzték le. A Super Bowl XXX helyszíne az arizonai Tempe, dátuma 1996. január 28. volt. A találkozón a Pittsburgh Steelerst 27–17-re sikerült legyőzni, és megint bajnokok lettek. A döntő MVP-je Larry Brown cornerback lett.
A csapat ezután kisebb hullámvölgybe került, a játékosok egy része a rendőrséggel került nem kívánt kapcsolatba, de néhányszor még bekerültek a rájátszásba. 1998-ban Barry Switzer is elhagyta a csapatot, a helyére kerülő Jerry Jons vezetőedzőt a szurkolók erőteljesen támadták a rossz szereplések miatt, így ő is távozott. 2003-ban Bill Parsons vette át az edzői stafétabotot, és bár bejutottak a playoffba, ott már nem szerepeltek eredményesen. Parsonst 2007-ben Wade Phillips váltotta, akivel 2009-ben már legalább az első playoff mérkőzést sikerrel vették. A 2010-es szezon közben Phillipsnek is felmondtak, a csapat új edzője Jason Garrett lett, akinek 2011-es első teljes szezonjában 8–8-at értek el.